# Bola de Ouro
Bola de Ouro – czyli Złota Piłka - coroczna nagroda przyznawana od 1973 przez brazylijski magazyn piłkarski Revista Placar dla najlepszego piłkarza brazylijskiej ligi piłkarskiej.

## Laureaci
- 2018: Dudu (Palmeiras)
- 2017: Jô (Corinthians Paulista)
- 2016: Gabriel Jesus (Palmeiras)
- 2015: Renato Augusto (Corinthians Paulista)
- 2014: Ricardo Goulart (Cruzeiro EC)
- 2013: Éverton Ribeiro (Cruzeiro EC)
- 2012: Ronaldinho (Atlético Mineiro)
- 2011: Neymar (Santos FC)
- 2010: Darío Conca (Fluminense FC)
- 2009: Adriano (CR Flamengo)
- 2008: Rogério Ceni (São Paulo FC)
- 2007: Thiago Neves (Fluminense FC)
- 2006: Lucas (Grêmio)
- 2005: Carlos Tévez (Corinthians Paulista)
- 2004: Robinho (Santos FC)
- 2003: Alex (Cruzeiro EC)
- 2002: Kaká (São Paulo FC)
- 2001: Alex Mineiro (Athletico Paranaense)
- 2000: Romario (CR Vasco da Gama)
- 1999: Marcelinho (Corinthians Paulista)
- 1998: Edilson (Corinthians Paulista)
- 1997: Edmundo (CR Vasco da Gama)
- 1996: Djalminha (SE Palmeiras)
- 1995: Giovanni (Santos FC)
- 1994: Amoroso (Guarani FC)
- 1993: César Sampaio (SE Palmeiras)
- 1992: Júnior (CR Flamengo)
- 1991: Mauro Silva (Bragantino)
- 1990: César Sampaio (Santos FC)
- 1989: Ricardo Rocha (São Paulo FC)
- 1988: Taffarel (SC Internacional)
- 1987: Renato Gaúcho (CR Flamengo)
- 1986: Careca (São Paulo FC)
- 1985: Marinho (Bangu AC)
- 1984: Roberto Costa (CR Vasco da Gama)
- 1983: Roberto Costa (Athletico Paranaense)
- 1982: Zico (CR Flamengo)
- 1981: Paulo Isidoro (Grêmio)
- 1980: Cerezo (Atlético Mineiro)
- 1979: Falcão (SC Internacional)
- 1978: Falcão (SC Internacional)
- 1977: Cerezo (Atlético Mineiro)
- 1976: Elías Figueroa (SC Internacional)
- 1975: Valdir Peres (São Paulo FC)
- 1974: Zico (CR Flamengo)
- 1973: Agustín Cejas (Santos FC)
- 1973: Atílio Ancheta (Grêmio)
- 1971: Dirceu Lopes (Cruzeiro EC)